# Simhat bat
Simhat Bat (en hebreu: שמחת בת) és una cerimònia en la qual la nena jueva rep el seu nom.

## Costum ashkenazita
A la comunitat Ashkenazita, cerimònies per donar el seu nom a les nenes nounades no s'han generalitzat i sovint estan limitades al pare anunciant el nom del nadó a la sinagoga al Sàbat, dilluns, dijous o qualsevol altra ocasió quan la Torà es llegeix després del naixement. De vegades un kidush es durà a terme a la sinagoga per als amics i la família. Al segle xx, l'interès en les cerimònies tradicionals per a les nenes ha estat reviscut i noves cerimònies han evolucionat. Aquestes cerimònies són sovint conegudes sota els termes de Simhat Bat o Brit Bat. No hi ha una font explícita a la Mixnà o al Talmud babilònic, que digui quan o com s'ha d'anomenar les nenes.

## Costum sefardita
A la comunitat sefardita, el Simhat Bat se celebra generalment durant el primer mes després del naixement. Es duu a terme a la sinagoga o es fa una festa a casa. Sovint és dirigit pel Hazan. Els principals elements de la cerimònia d'acció de gràcies són el recital del Càntic dels Càntics 2:14 (i, en el cas de la primera filla que neix de la mare, el Càntic dels Càntics 6:09), i l'oració per donar el nom Mi sheberakh imoteinu. Elements addicionals poden incloure el Salm 128 i la Benedicció Sacerdotal (Birkat Cohanim).

## La benediccióMi Sheberakh
מִי שֶׁבֵּרַךְ שָׂרָה וְרִבְקָה רָחֵל וְלֵאָה וּמִרְיָם הַנְּבִיאָה וַאֲבִיגַיִל וְאֶסְתֵּר הַמַּלְכָּה בַּת אֲבִיחַיִל הוּא יְבָרֵךְ אֶת הַיַּלְדָּה הַנְּעִימָה הַזּאת וְיִקָּרֵא שְׁמָהּ פלונית בְּמַזַּל טוֹב וּבְשַׁעַת בְּרָכָה וִיגַדְּלֶהָ בִּבְרִיאוּת שָׁלוֹם וּמְנוּחָה וִיזַכֶּה לְאָבִיהָ וּלְאִמָּהּ לִרְאוֹת בְּשִׂמְחָתָהּ וּבְחֻפָּתָהּ בְּבָנִים זְכָרִים עשֶׁר וְכָבוֹד דְּשֵׁנִים וְרַעֲנַנִּים יְנוּבוּן בְּשֵׂיבָה וְכֵן יְהִי רָצוֹן וְנאמַר אָמֵן

Traducció en català
"El que va beneir a les nostres mares: Sara i Rebeca, Raquel i Lia, a la profetisa Míriam i Abigail, i a la reina Ester, filla d'Abichayil, que beneeixi aquesta noia estimada, i sigui el seu nom amb la bona sort, i en aquesta hora sigui beneïda, que pugui créixer amb bona salut, pau i tranquil·litat, i tinguin el seu pare i la seva mare el mèrit de poder veure l'alegria del seu casament, i tinguin els seus fills, riquesa i honor, salut i vigor fins a la vellesa, que es faci la teva voluntat, diguem tots, Amén! "  (Veure Salm 92:14)

## Noves cerimònies
Les celebracions com el Simhat Bat ("filla de la joia") o el Brit Bat ("filla del pacte"), són cada vegada més comúnes, la celebració consisteix típicament en una acollida comunitària, un nomenament fet a sobre d'una copa de vi, amb una cita dels versicles bíblics apropiats i les benediccions tradicionals.